# 33E busz (Budapest)
A budapesti 33E jelzésű autóbusz a Móricz Zsigmond körtér (Karinthy Frigyes út) és Nagytétény vasútállomás között közlekedett. A járatot a Budapesti Közlekedési Zrt. üzemeltette.

## Története
2008. szeptember 8-án a 3-as busz jelzése 33E-re módosult, és több helyen állt meg Budatétényben.
2013. június 1-jén a 7-es autóbuszcsalád és a 33-as járatok közlekedését átszervezték, a 33E új jelzése 133E lett és a Móricz Zsigmond körtér helyett a Budafoki úton, az Erzsébet hídon, a Rákóczi úton és a Thököly úton át a Bosnyák térig hosszabbították.

## Útvonala
| Nagytétény vasútállomás felé | Móricz Zsigmond körtér (Karinthy Frigyes út) felé |
| --- | --- |
| Móricz Zsigmond körtér (Karinthy Frigyes út) vá. – Karinthy Frigyes út – Budafoki út – Hunyadi János út – Kitérő út – felüljáró – Leányka utca – Kossuth Lajos utca – Nagytétényi út – Nagytétény vasútállomás vá. | Nagytétény vasútállomás vá. – Nagytétényi út – Mária Terézia utca – Leányka utca – felüljáró – Kitérő út – Hunyadi János út – Budafoki út – Karinthy Frigyes út – Móricz Zsigmond körtér (Karinthy Frigyes út) vá. |

## Megállóhelyei
Az átszállási kapcsolatok között a 33-as busz nincsen feltüntetve, mivel azonos útvonalon közlekedtek.
| 0  | Móricz Zsigmond körtér (Karinthy Frigyes út) végállomás        | 35 | 7, 7E, 27, 40, 40E, 153, 173, 173E, 188E, 203, 240E 6, 18, 19, 41, 47, 49, 61 |
| ∫  | Budafoki út (Karinthy Frigyes út)                              | 33 | 6 86                                                                          |
| 3  | Budafoki út (Szerémi sor) (↓) Október huszonharmadika utca (↑) | 32 | 4 86, 212, 233E                                                               |
| 6  | Kelenföldi Erőmű                                               | 29 | 103, 233E 705, Távolsági járatok                                              |
| 7  | Hengermalom út                                                 | 27 | 103                                                                           |
| 11 | Építész utca                                                   | 24 |                                                                               |
| 16 | Városház tér                                                   | 18 | 47 58, 114, 141, 213, 214, 233E, 250, 250A, 251 Budafok                       |
| 18 | Háros vasútállomás                                             | 14 | 114, 213, 214, 233E Háros                                                     |
| 20 | Jókai Mór utca                                                 | 12 | 114, 138, 150, 213, 214, 233E                                                 |
| 21 | Lépcsős utca                                                   | 10 | 114, 138, 150, 213, 214, 233E Budatétény                                      |
| 23 | Budatétényi sorompó                                            | 9  | 13, 113, 113A, 114, 213, 214, 233E 700, 758                                   |
| 24 | Dózsa György utca                                              | 7  | 700                                                                           |
| 25 | Tenkes utca                                                    | 6  | 700                                                                           |
| 26 | Bartók Béla út                                                 | 5  | 700                                                                           |
| 27 | Petőfi Sándor utca (Kastélymúzeum) (↓) Petőfi Sándor utca (↑)  | 4  | 700                                                                           |
| 28 | Szabadság utca                                                 | 3  |                                                                               |
| 29 | Angeli utca                                                    | 2  | 113, 113A 700                                                                 |
| 30 | Akó utca (↓) Vasút utca (↑)                                    | 1  |                                                                               |
| 31 | Nagytétény vasútállomás                                        | 0  | 700, 701                                                                      |
| 31 | Nagytétény vasútállomás végállomás                             | 0  | 700, 701                                                                      |